# Arc de la reunificació
L'Arc de la reunificació (hangul: 조국통일3대헌장기념탑) va ser un arc escultòric monumental situat a Pyongyang, capital de Corea del Nord. Va ser construït el 2001 per commemorar les propostes de Reunificació de Corea realitzades per Kim Il-sung.
L'arc de formigó creuava l'autopista de la reunificació des de Pyongyang fins a la Zona desmilitaritzada. Consistia en dues dones coreanes vestides amb vestimentes tradicionals (choson-ot) que simbolitzaven el Nord i el Sud, inclinant-se cap endavant per sostenir una esfera que posseïa un mapa de la Corea reunificada.
El sòcol de l'estructura estava enregistrat amb missatges de suport de diverses persones, organitzacions i nacions, sobre la reunificació i a la pau.
El gener de 2024, Kim Jong-un va demanar la destrucció del monument a causa del seu descontentament per la reunificació amb Corea del Sud. Va abandonar la proposta de reunificació amb Corea del Sud i va anunciar la fi d'aquesta política.
L'arc va ser demolit entre el 19 i el 23 de gener de 2024, segons imatges de satèl·lit. La notícia que l'Arc de la reunificació havia estat enderrocat va ser confirmada pel Ministeri d'Unificació de Corea del Sud el 24 de gener de 2024.